# Buzz!
Buzz! är en serie frågesportsspel till Playstation 2, Playstation 3 och Playstation Portable ursprungligen utvecklade av Relentless Software. Spelet använder specialtillverkade handstyrdon med en Buzz-knapp och fyra färgade svarsalternativsknappar (blå, orange, grön och gul). De specialtillverkade styrdonen finns i två modeller, antingen anslutna via USB-porten eller som trådlösa enheter. Båda versionerna tillverkas av Namtai och Logitech. 2007 släppte Microsoft spelet Scene it? till Xbox 360 för att konkurrera ut Sony. Det är uppbyggt på samma sätt som Buzz!.
Spelen och styrdonen utges sedan år 2011 ej längre och genren är tills vidare nedlagd.
Spelen är utformade som ett frågesportsprogram på TV, där spelaren är den som ska svara på frågorna. Man kan spela själv eller tillsammans med upp till åtta om man har två buzz-uppsättningar. Man spelar i ronder som tematrissan, poängtjuv och "the final countdown" (i Buzz! The Mega Quiz). Den svenska rösten görs av Felix Herngren.

## Spel
- (PS2) Buzz! The Music Quiz (2005) Spelet handlar om musik och man kan välja om man vill ha äldre eller nyare låtar. Felix Herngren gör den svenska rösten.
- (PS2) Buzz! The Big Quiz (2006)  Spelet handlar mycket om allmänbildning.
- (PS2) Buzz! The Sport Quiz (2006)  Spelet handlar om sport.
- (PS2) Buzz! The Mega Quiz (2007)  En nyare version av The Big Quiz med nya ronder.
- (PS2) Buzz! The Hollywood Quiz (2007) Filmtema.
- (PS2) Buzz! The Schools Quiz (2007)
- (PS3) Buzz! Quiz TV (2008)  Första spelet till Playstation 3. Spelaren kan ladda ner frågor från Internet och göra egna.
- (PSP) Buzz! Master Quiz (2008)
- (PSP) Buzz! Brain Bender (2008)

## Juniorversioner
- (PS2) Buzz! Junior: Jungle Party (2006)
- (PS2) Buzz! Junior: Robo Jam (2007)
- (PS2) Buzz! Junior: Monster Rumble (2007)
- (PS2) Buzz! Junior: Dinos (2008)
- (PS2) Buzz! Junior: Age Racers (2008)

Spelen finns ofta att köpa i två versioner, med eller utan styrdon, vilka är fem till antalet.